# Leuconitocris leucostigma
Leuconitocris leucostigma é uma espécie de escaravelho da família Cerambycidae.  Foi descrito por Harold em 1878.  Tem uma distribuição larga na África.

## Varietas
- Leuconitocris leucostigma var. albosignata (Breuning, 1950)
- Leuconitocris leucostigma var. ochrescens (Breuning, 1956)